# XXX millennio a.C.
Il XXX millennio a.C. inizia il 1º gennaio dell'anno 30000 a.C. e termina il 31 dicembre dell'anno 29001 a.C. incluso.

## Avvenimenti

### Europa
- Probabile scomparsa (ipotesi più retrodatante) dell'Uomo di Neanderthal; l'Homo sapiens sapiens resta il solo rappresentante della specie umana sulla Terra.
- Francia
  - Prime manifestazioni di arte figurativa parietale in Francia (rifugio Cellier a Tursac, rifugio Blanchard a Sergeac, rifugio della renna a Belcayre in Dordogna) e in Spagna
  - Arte aurignaziana: graffiti, figure vulvari, teste o avantreni di animali (blocchi di la Farrassie, ricovero Castenet, ricovero Cellier); periodo dal 30000 a.C. al 23000 a.C.

### Asia
- Giappone: Prima presenza accertata di lavorazioni di pietra levigata e ground stone, da parte di popolazioni proto-Ainu (gruppo mediterraneo): in Occidente saranno presenti solo presso la cultura mesolitica natufiana [1][2][3].
- Indonesia - prima prova di occupazione umana nelle isole Molucche.

### Americhe
- America centrale: primi indizi di occupazione umana nel Mesoamerica, secondo la Cronologia di Piña Chán, (El Cedral, San Luis Potosí, Messico)

- America meridionale: presenze di Homo Sapiens nell'America pre-colombiana (Brasile)

## Invenzioni, scoperte, innovazioni
- Prime manifestazioni di arte figurativa parietale in Francia (rifugio Cellier a Tursac, rifugio Blanchard a Sergeac, rifugio della renna a Belcayre)

- Arte aurignaziana: graffiti, figure vulvari, teste o avantreni di animali (blocchi di La Ferrassie, ricovero Castenet, ricovero Cellier); periodo dal 30000 a.C. al 23000 a.C.